# Bitter Suites from the Red Room

『Bitter Suites from the Red Room』（ビター・スウィーツ・フロム・ザ・レッド・ローム）はカナダ出身のドラマーシェーン・ガラースが2015年4月1日に発表したアルバムである。

## 概要
- 前作「Ascend」から約2年ぶりに発表されたスタジオ・アルバムで、初のインストゥルメンタル作品である。
- 今作も今までの作品同様、全ての楽器・ミックス及び作曲をシェーンが担当している。

## 収録曲
全作曲及び編曲：シェーン・ガラース
1. El Niño Overture (4:30)
2. Silverstrand Sedation (3:58)
3. Tales from a Fantastic Lumbar (4:48)
今作に先行し、2014年5月22日より配信リリースされていた。
4. Grind 2.0 (The Salacious Elixir) (3:30)
ギターソロで松本孝弘が参加している。
5. Wherever Giorgio Dare Roam (3:36)
6. Sik Pa-Jam-As (1:21)
7. Gaunchpull vs.The Atomic Wedgie (3:01)
8. Ototoxic Gaalbladderass (3:19)
9. Song for Dale (4:44)

## 演奏
- シェーン・ガラース - 全ての楽器
- 松本孝弘 - ギター（#4）[1]